# Wohn- und Geschäftshaus Friedrich-Ebert-Straße 81 a/b
Das Wohn- und Geschäftshaus Friedrich-Ebert-Straße 81 a/b, auch Märchenhaus genannt, war ein unter Denkmalschutz stehendes Gebäude im Leipziger Waldstraßenviertel.

## Geschichte

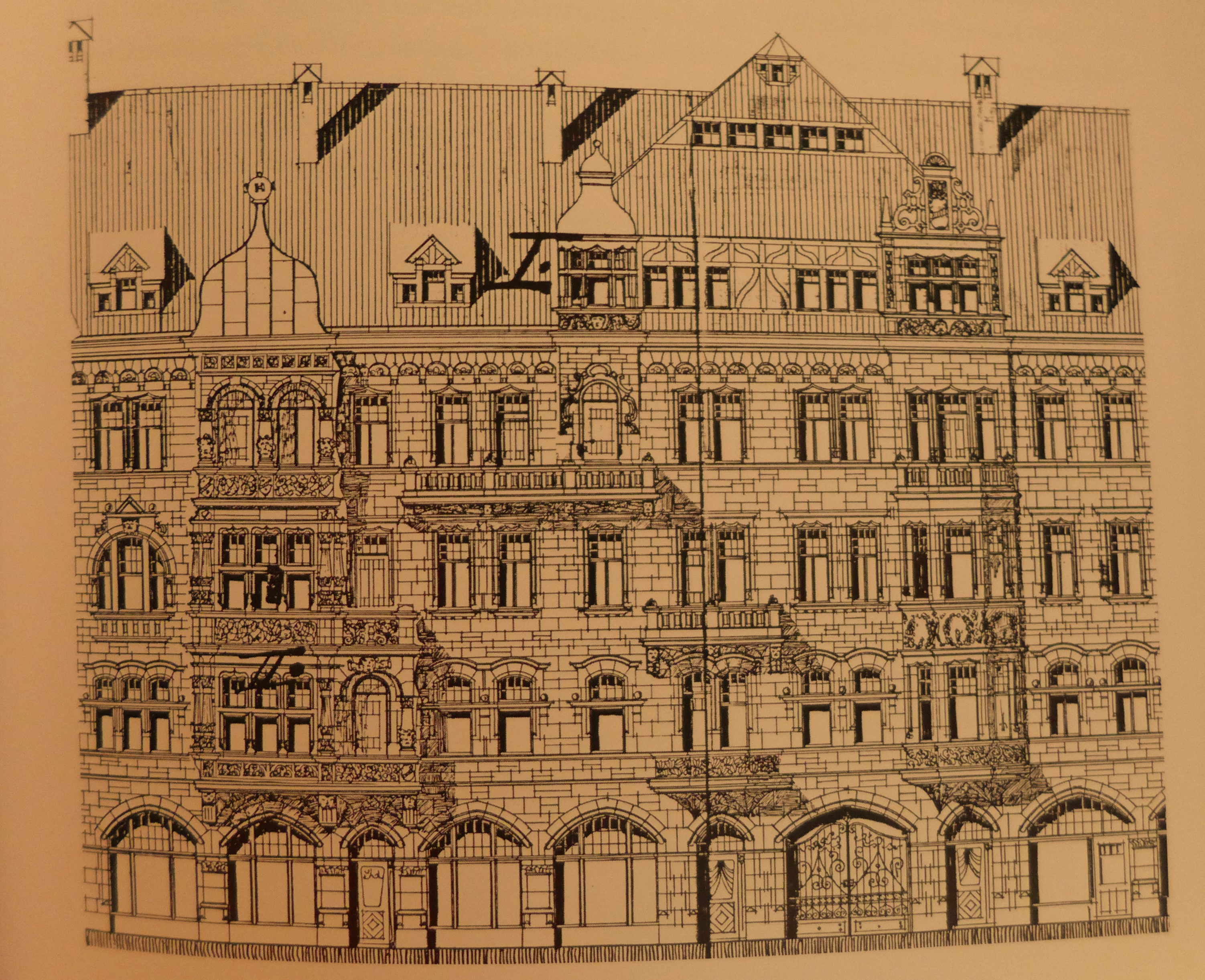
Robert Röthing: Ausschnitt des Fassadenentwurfes des Hauses Friedrich-Ebert-Straße 81/81a in Leipzig (Bauarchiv der Stadt Leipzig)

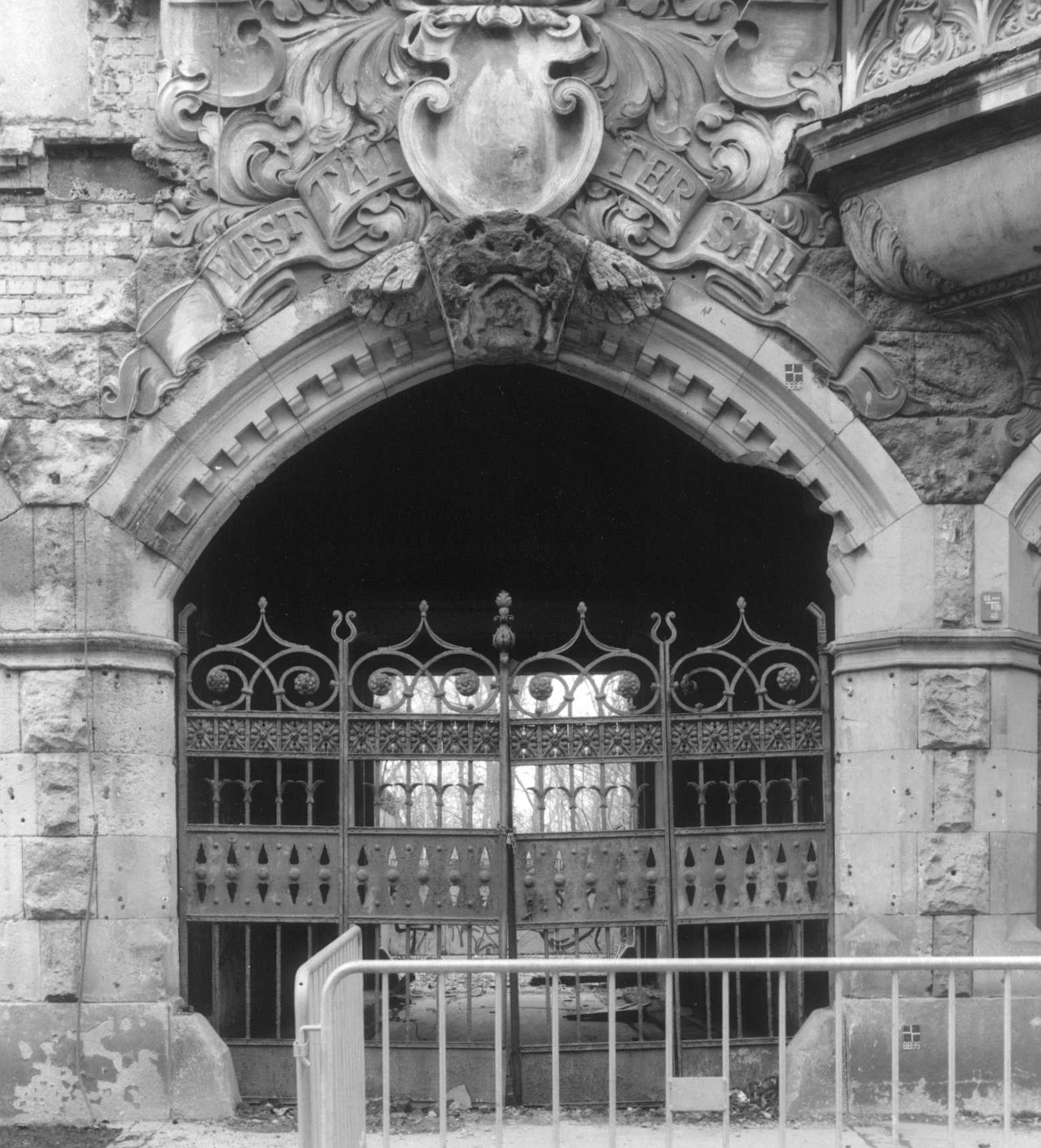
Portal des Märchenhauses kurz vor dem Abbruch

Der Bau, der als prächtigstes Haus der Straße galt, wurde in den Jahren 1901 bis 1903 nach Plänen des Leipziger Architekten Robert Röthig für Margarethe von Hugo anstelle älterer Gebäude in der damaligen Weststraße als Doppelwohnhaus erbaut. Die reich dekorierte Fassade wies Reminiszenzen unterschiedlichster Stile auf, so unter anderem Porträtreliefs, Masken, Putten, Gaffköpfe, Wappenkartuschen und Neurenaissancesäulen.
Das Haus war bis in die 1990er Jahre bewohnt. Da die Fassadengestaltung mit ihrer Üppigkeit eine Besonderheit im Leipziger Stadtbild darstellte, hatten sich Bürger und insbesondere die Stadtverwaltung für den Erhalt des Baudenkmals eingesetzt. Doch auch in Aussicht gestellte Fördergelder konnten die Hausbesitzer nicht zu einer Sanierung bewegen. So verfiel das Haus zusehends und die Eigentümer beantragten den Abbruch. Durch einen Brand wurde am 19. Oktober 2005 das Dach des Hauses fast völlig zerstört. Versuche der Stadt, zunächst durch Käufer oder Sponsoren das Haus zu erhalten, schlugen fehl; Sicherungsmaßnahmen unterblieben jedoch. Dem Stadtforum Leipzig e.V. gelang es in letzter Minute, einen seriösen Kaufinteressenten zu finden, dies in einer Zeit, als durch das Stadtumbau-Ost-Programm der Abriss historischer Bausubstanz dank Fördermitteln lukrativer als die Sanierung war. Dem Abrissantrag der Eigentümer von Seiten der Stadt Leipzig wurde dessen ungeachtet und trotz Bürgerprotesten stattgegeben und das Haus am 4. April 2006 abgerissen. Eine Fotodokumentation der Stadt zeigt für die Nachwelt die architektonische Gestaltung. Aus den Abbruchtrümmern geborgene Stuckelemente wurden über das Internet verkauft, einige wenige gelangten in die Hände des Fördervereins für Handwerk und Denkmalpflege in Trebsen.

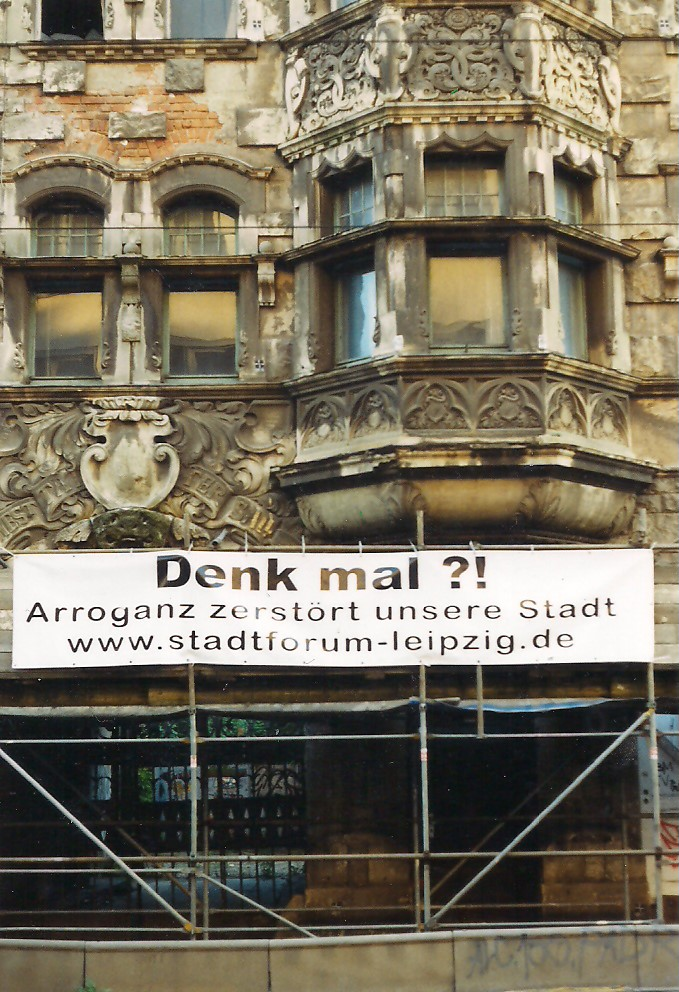
Friedrich-Ebert-Str. Juni 2005